# معايير تقييم الاستجابة للأورام الصلبة
معايير تقييم الاستجابة للأورام الصلبة (اختصارا RECIST) هي مجموعة من الإرشادات المنشورة التي تهدف إلى تحديد ما إذا كانت الأورام لدى مرضى السرطان تتحسن ("تستجيب")، تبقى على حالها ("تستقر")، أو تزداد سوءًا ("تتقدم") أثناء الخضوع للعلاج. نُشرت هذه المعايير لأول مرة في فبراير 2000 نتيجة تعاون دولي بين المنظمة الأوروبية لأبحاث وعلاج السرطان [الإنجليزية] (EORTC)، والمعهد الوطني للسرطان في الولايات المتحدة، ومجموعة التجارب السريرية للمعهد الوطني للسرطان في كندا [الإنجليزية]. تُستخدم هذه المعايير اليوم في معظم التجارب السريرية التي تُقيّم علاجات السرطان بناءً على الاستجابة الموضوعية للأورام الصلبة. وقد طُورت لأول مرة عام 2000 ثم حُدثت لاحقًا في عام 2009.
تُركّز معايير تقييم الاستجابة للأورام الصلبة على قياس وتقييم تغيرات حجم الأورام الصلبة ناتجة عن العلاج، دون أن تأخذ في الاعتبار التحسن الكلي لحالة المريض أو تأثير العلاج على جودة حياته. وبذلك، فإن هذه المعايير تُستخدم بشكل أساسي لتقييم الاستجابة الموضوعية للأورام من حيث انكماشها أو توسعها أو استقرارها، وليس لتقييم التأثير الشامل للعلاج على الحالة الصحية العامة للمريض. في السياق الطبي اليومي، يعتمد أطباء الأورام على الفحوصات التصويرية المتكررة لمراقبة تطور المرض وتحديد ما إذا كان العلاج الحالي فعالًا أم لا. ومع ذلك، فإن القرارات المتعلقة باستمرار أو تعديل العلاج غالبًا ما تستند إلى مجموعة أوسع من العوامل، بما في ذلك الأعراض التي يعاني منها المريض وجودة حياته. ليست المعايير بالضرورة أداة مباشرة لاتخاذ القرارات العلاجية في الممارسة السريرية اليومية، إلا إذا رأى الطبيب المعالج أهمية استخدامها لتوضيح صورة معينة عن حالة المريض. وبالتالي، يجب على الأطباء والمرضى التعاون لتحديد مدى التحسن العام بناءً على معايير متعددة تشمل الجانب الصحي والجسدي والنفسي لكل مريض، وليس فقط على أساس تغير حجم الأورام كما تقيسه هذه المعايير..

## سمات
تضع معايير تقييم الاستجابة للأورام الصلبة (RECIST) مجموعة من المواصفات الدقيقة لضمان دقة ومواءمة التقييمات عبر الحالات المختلفة. من بين هذه المواصفات، يتم تحديد حد أدنى لحجم الآفات القابلة للقياس ، مما يعني أن الآفات الصغيرة جدًا قد لا تُعتبر قابلة للتقييم ضمن هذه المعايير. كما تُحدد حدًا أقصى لعدد الآفات التي يجب متابعتها أثناء العلاج، مما يساعد في التركيز على الآفات الأكثر أهمية وإجراء تقييمات أكثر تنظيمًا وفعالية.
بالإضافة إلى ذلك، تعمل هذه المعايير على توحيد طرق القياس لتكون أحادية البعد، أي أن الأطباء يعتمدون على قياس أطول قطر للآفة بدلاً من استخدام قياسات ثنائية أو ثلاثية الأبعاد. هذا النهج يساهم في تبسيط عملية القياس وتقليل الاختلافات بين الفحوصات والمتخصصين، مما يعزز من الموثوقية والاتساق في تقييم استجابة الأورام للعلاج.

## الأهلية
- يجب تضمين المرضى الذين لديهم مرض قابل للقياس فقط في البروتوكولات التي يكون فيها تقييم استجابة الورم هي النقطة النهائية الأساسية .

مرض قابل للقياس - هو وجود آفة واحدة قابلة للقياس على الأقل، إذا كان المرض القابل للقياس مقصورة على آفة انفرادية، يصبح من الضروري تأكيد طبيعتها الورمية من خلال الفحص الخلوي أو النسيجي.
الآفات القابلة للقياس - الآفات التي يمكن قياسها بدقة في بعد واحد على الأقل، فلكي تُعتبر آفة قابلة للقياس يجب أن يكون القطر الأطول أكبر أو يساوي 20 مم باستخدام لتصوير الأورام (مثل الأشعة السينية أو الفحوصات الأخرى) أو أكبر أو يساوي 10 مم عند استخدام التصوير المقطعي المحوسب الحلزوني [الإنجليزية] (Spiral CT).
الآفات غير القابلة للقياس - جميع الآفات التي لا تستوفي شروط القياس الدقيقة المطلوبة لتكون "قابلة للقياس"، بما في ذلك الآفات الصغيرة (قطرها الأطول أقل من 20 مم بالتقنيات التقليدية أو أقل من 10 مم بالتصوير الحلزوني). أي آفات العظام، ومرض السحايا الرقيقة، والاستسقاء البطني، والانصباب الجنبي/التاموري، ومرض الثدي الالتهابي، والتهاب الأوعية اللمفية الجلدية/الرئوية، والآفات الكيسية، وكذلك والكتل البطنية غير المؤكدة التي لا يمكن متابعتها بدقة عبر التصوير بسبب عدم وضوح حدودها أو موقعها..
- ينبغي أخذ جميع القياسات وتسجيلها بالنظام المتري، باستخدام المسطرة أو الفرجار. ينبغي إجراء جميع التقييمات الأساسية في أقرب وقت ممكن قبل بدء العلاج ولا ينبغي أن تُجرى قبل بدء العلاج بأكثر من 4 أسابيع.
- ينبغي استخدام نفس طريقة التقييم ونفس التقنية لتوصيف كل آفة حُددت وأُبلغ عنها في البداية وأثناء المتابعة.
- لن تعتبر الآفات السريرية قابلة للقياس إلا عندما تكون سطحية (على سبيل المثال، عقيدات الجلد والعقد الليمفاوية الملموسة). في حالة الإصابات الجلدية، يوصى بالتوثيق بالتصوير الفوتوغرافي الملون، بما في ذلك استخدام مسطرة لتقدير حجم الآفة.

## طرق القياس
- يعد التصوير المقطعي المحوسب (CT) والتصوير بالرنين المغناطيسي (MRI) أفضل الطرق المتاحة حاليًا والقابلة للتكرار لقياس الآفات المستهدفة المختارة لتقييم الاستجابة. يجب أن يكون سمك الشرائح ≤ 10 مم عند استخدام التصوير التقليدي، و5 مم عند استخدام التصوير الحلزوني. هذه التقنية مناسبة لأورام الصدر، البطن، والحوض، بينما تحتاج أورام الرأس والعنق والأطراف إلى بروتوكولات خاصة.
- يمكن قبول الأشعة السينية على الصدر فقط إذا كانت الآفات واضحة المعالم ومحاطة بنسيج رئوي هوائي. ومع ذلك، فإن التصوير المقطعي المحوسب هو الأفضل.
- لا يُوصى بالتصوير بالموجات فوق الصوتية (US) لتقييم الاستجابة إذا كان الهدف الرئيسي هو التقييم الموضوعي للورم. يمكن استخدامه كبديل للقياسات السريرية في بعض الحالات، مثل الغدد الليمفاوية السطحية، الآفات تحت الجلد، والعقيدات الدرقية. قد يكون التصوير بالموجات فوق الصوتية مفيدًا أيضًا لتأكيد الاختفاء الكامل للآفات السطحية التي قُيّمت عادةً عن طريق الفحص السريري.
- لم يُتحقق من صحة استخدام التنظير الداخلي والتنظير البطني لتقييم الورم بشكل كامل وعلى نطاق واسع حتى الآن. وتتطلب استخداماتها في هذا السياق المحدد معدات متطورة ومستوى عال من الخبرة التي قد لا تتوفر إلا في بعض المراكز. لذلك، ينبغي أن يقتصر استخدام مثل هذه التقنيات للاستجابة الموضوعية للورم على أغراض التحقق في المراكز المتخصصة. ومع ذلك، يمكن أن تكون هذه التقنيات مفيدة في تأكيد الاستجابة المرضية الكاملة عند الحصول على خزعات.
- لا يمكن استخدام واسمات الأورام وحدها لتقييم الاستجابة. إذا كانت العلامات في البداية أعلى من الحد الطبيعي الأعلى، فيجب أن تصبح طبيعية حتى يتم اعتبار المريض في حالة استجابة سريرية كاملة عند اختفاء جميع الآفات.
- يمكن استخدام الفحوصات النسيجية والخلوية للتمييز بين الاستجابة الجزئية (PR) والاستجابة الكاملة (CR) في حالات نادرة (على سبيل المثال، عد العلاج، يمكن اللجوء إلى الفحص النسيجي للتأكد مما إذا كانت الآفة المتبقية حميدة أم لا، كما هو الحال في أورام الخلايا الجرثومية).

## توثيق أساسي للآفات "المستهدفة" و"غير المستهدفة"
- يجب تحديد جميع الآفات القابلة للقياس بحد أقصى آفتين لكل عضو وخمس آفات إجمالًا كمواقع مستهدفة، على أن تكون ممثلة لجميع الأعضاء المصابة، وتسجيلها وقياسها عند التقييم الأساسي.
- ينبغي اختيار الآفات المستهدفة على أساس حجمها (الآفات ذات القطر الأطول) ومدى ملاءمتها للقياسات المتكررة الدقيقة (إما من خلال تقنيات التصوير أو التقييم السريري).
- حساب مجموع أطول الأقطار (LD) لجميع الآفات المستهدفة، ويُسجل هذا المجموع قيمةً مرجعية أساسية (Baseline Sum LD) لتقييم استجابة الورم لاحقًا.
- أما الآفات الأخرى (أو مواقع المرض الأخرى)، فيجب تصنيفها على أنها غير مستهدفة، مع تسجيلها عند التقييم الأساسي. لا يُشترط قياس هذه الآفات، ولكن يجب ملاحظة وجودها أو غيابها خلال المتابعة الدورية.

## معايير الاستجابة
تقييم الآفات المستهدفة
- الاستجابة الكاملة (CR) : اختفاء جميع الآفات المستهدفة
- الاستجابة الجزئية (PR) : انخفاض بنسبة 30% على الأقل في مجموع أطوال الأقطار (LD) للآفات المستهدفة، مقارنة بالقيمة المرجعية الأساسية.
- مرض مستقر (SD) : لا يوجد انكماش كافٍ للتأهل للاستجابة الجزئية ولا زيادة كافية للتأهل للمرض المتقدم، مقارنةً بأصغر قيمة مسجلة منذ بدء العلاج.
- المرض المتقدم (PD) : زيادة بنسبة 20% على الأقل في مجموع أطوال الأقطار (LD) للآفات المستهدفة، مقارنةً بأصغر قيمة مسجلة منذ بدء العلاج، أو ظهور آفة جديدة واحدة أو أكثر.

تقييم الآفات غير المستهدفة
- الاستجابة الكاملة (CR) : ا اختفاء جميع الآفات غير المستهدفة مع عودة مستوى واسم الورم إلى الحدود الطبيعية.
- الاستجابة غير الكاملة أو المرض المستقر (SD) : استمرار وجود آفة واحدة أو أكثر من الآفات غير المستهدفة و/أو بقاء مستوى واسم الورم أعلى من الحدود الطبيعية.
- المرض التقدمي (PD): ظهور آفة جديدة واحدة أو أكثر و/أو تطور واضح في الآفات غير المستهدفة الموجودة سابقًا.

تقييم أفضل استجابة إجمالية
أفضل استجابة إجمالية هي أفضل استجابة مسجلة منذ بدء العلاج وحتى تقدم المرض أو انتكاسته، مع الاعتماد على أصغر قياسات مسجلة كمرجع لحالة المرض المتقدم (PD). بشكل عام، فإن أفضل استجابة للمريض سوف تعتمد على تحقيق كل من معايير القياس والتأكيد
- في الحالات التي يعاني فيها المرضى من تدهور عام في حالتهم الصحية مما يتطلب وقف العلاج، ولكن دون دليل موضوعي على تقدم المرض، يُصنفون ضمن "التدهور العرضي". في هذه الحالات، يجب بذل أقصى جهد ممكن لتوثيق تطور المرض بشكل موضوعي حتى بعد توقف العلاج.
- في بعض الحالات، قد يكون من الصعب التمييز بين بقايا المرض والأنسجة الطبيعية. إذا كان تصنيف الاستجابة الكاملة يعتمد على هذا التمييز، فمن المستحسن إجراء فحص إضافي (مثل الشفط بالإبرة الدقيقة أو الخزعة) لتأكيد حالة الاستجابة الكاملة.

## التأكيد
- الهدف الرئيس من تأكيد الاستجابة الموضوعية هو تجنب المبالغة في تقدير معدل الاستجابة الملحوظ. في الحالات التي يكون فيها تأكيد الاستجابة غير ممكن، يجب الإشارة بوضوح عند الإبلاغ عن نتائج الدراسة إلى أن الاستجابات غير مؤكدة.
- للحصول على تصنيف استجابة كاملة (CR) أو استجابة جزئية (PR)، يجب تأكيد التغيرات في قياسات الورم من خلال تقييمات متكررة تُجرى بعد 4 أسابيع على الأقل من استيفاء معايير الاستجابة لأول مرة. يمكن أيضًا اعتماد فترات أطول حسب ما يحدده بروتوكول الدراسة.
- بالنسبة لحالة المرض المستقر (SD)، يجب أن تُظهر القياسات اللاحقة استيفاء معايير المرض المستقر (SD) مرة واحدة على الأقل بعد دخول الدراسة، وذلك بفاصل زمني لا يقل عن 6 إلى 8 أسابيع (وفقًا لما يحدده بروتوكول الدراسة).

مدة الاستجابة الشاملة
تُقاس مدة الاستجابة الشاملة من وقت استيفاء معايير القياس لـ CR أو PR (أيًّا كان الذي تحقق أولًا) تى أول تاريخ يُوثق فيه الانتكاس أو تقدم المرض (PD) استنادًا إلى أصغر قياسات مسجلة منذ بدء العلاج.

## مدة المرض المستقر
يُقاس المرض المستقر (SD) من بداية العلاج حتى تحقيق معايير تقدم المرض (PD)، مع الأخذ في الاعتبار أصغر قياسات مسجلة منذ بدء العلاج.
تختلف الأهمية السريرية لمدة SD باختلاف أنواع الأورام ودرجاتها. لذلك، يوصى بشدة أن يحدد البروتوكول الحد الأدنى للفترة الزمنية المطلوبة بين قياسين لتحديد المرض المستقر (SD). ويجب أن يأخذ هذا الفاصل الزمني في الاعتبار الفائدة السريرية المحتملة التي قد يجلبها هذا الوضع للمرضى قيد الدراسة.
مراجعة الاستجابة
بالنسبة للتجارب التي يكون فيها معدل الاستجابة هو النقطة النهائية الأساسية، فمن المستحسن بشدة أن يراجع خبير أو خبراء مستقلون عن الدراسة بمراجعة جميع الاستجابات عند اكتمال الدراسة. أفضل طريقة هي المراجعة المتزامنة لملفات المرضى وصورهم الإشعاعية.
الإبلاغ عن النتائج
يجب تقييم جميع المرضى المدرجين في الدراسة لمعرفة مدى استجابتهم للعلاج، حتى لو كانت هناك انحرافات كبيرة في بروتوكول العلاج أو إذا كانوا غير مؤهلين. سيتم تخصيص واحدة من الفئات التالية لكل مريض:
1. الاستجابة الكاملة،
2. الاستجابة الجزئية،
3. المرض المستقر،
4. المرض المتقدم،
5. الوفاة المبكرة بسبب المرض الخبيث،
6. الوفاة المبكرة بسبب السمية،
7. الوفاة المبكرة بسبب سبب آخر، أو
8. غير معروف (غير قابل للتقييم، بيانات غير كافية).

ينبغي تضمين جميع المرضى الذين استوفوا معايير الأهلية في التحليل الرئيسي لمعدل الاستجابة.
يجب اعتبار المرضى في فئات الاستجابة 4-9 على أنهم فشلوا في الاستجابة للعلاج (تطور المرض). وعليه، فإن جدول العلاج أو إدارة الدواء غير الصحيح لا يؤدي إلى الاستبعاد من تحليل معدل الاستجابة. سيتم وضع تعريفات دقيقة للفئات من 4 إلى 9 وفقًا للبروتوكول.
ينبغي أن تستند كافة الاستنتاجات على جميع المرضى المؤهلين.
يمكن بعد ذلك إجراء تحليلات فرعية لاستبعاد المرضى الذين تم تحديد انتهاكات كبيرة للبروتوكول لديهم (مثل الوفاة المبكرة لأسباب أخرى، الانسحاب المبكر من العلاج، الانتهاكات الرئيسية للبروتوكول، إلخ). ومع ذلك، لا يجوز استخدام هذه التحليلات الفرعية أساسًا لاستخلاص استنتاجات حول فعالية العلاج، ويجب الإبلاغ بوضوح عن أسباب استبعاد المرضى من التحليل.
يجب توفير فواصل ثقة بنسبة 95% مع النتائج.

## علم المناعة للأورام
تشكل معايير معايير تقييم الاستجابة للأورام الصلبة مشكلات فيما يتعلق بالعلاجات المناعية، لذا طُورت معايير الاستجابة المتعلقة بالمناعة [الإنجليزية] في عام 2009 تقريبًا، وتُستخدم في بعض التجارب السريرية للعلاج المناعي.

## التاريخ
في عام 1981، نشرت منظمة الصحة العالمية أول معايير استجابة للأورام. ومع ذلك، كانت هذه المعايير تعاني من عدم وضوح في الوثائق ، مما أدى إلى صعوبة في التطبيق وظهور استنتاجات غير متسقة بين الدراسات والتجارب السريرية المختلفة. وفي منتصف تسعينيات القرن العشرين، تم إنشاء فريق عمل دولي لتبسيط وتوحيد معايير الاستجابة؛ ثم نشر الفريق معايير تقييم الاستجابة للأورام الصلبة في عام 2000. وقد اعتمدت السلطات التنظيمية هذه المعايير الجديدة على نطاق واسع واحتضنتها. يتراوح متوسط معدل الاستجابة للأدوية الجديدة لعلاج السرطان التي وافقت عليها إدارة الغذاء والدواء الأمريكية، والمعبر عنها بالمخاطر النسبية، بين 1.38x  و2.37x.

## الاستشهادات / الروابط الخارجية
- مقالة معايير تقييم الاستجابة للأورام الصلبة نشرت في JNCI
- المبادئ التوجيهية والمعلومات من المنظمة الأوروبية لأبحاث وعلاج السرطان
- المجلة الأوروبية للسرطان. 2009 يناير؛45(2):228-47.دُوِي:10.1016/j.ejca.2008.10.026دوى : 10.1016/j.ejca.2008.10.026 . معايير تقييم الاستجابة الجديدة في الأورام الصلبة: المبادئ التوجيهية المنقحة لـمعايير تقييم الاستجابة للأورام الصلبة (الإصدار 1.1). المبادئ التوجيهية (الإصدار 1.1)
- العرض الكامل للمبادئ التوجيهية الجديدة (14.7 ميجا بايت؛ .pdf)